# Charles Tate Regan
Charles Tate Regan (Sherborne, 1º febbraio 1878 – 12 gennaio 1943) è stato un ittiologo britannico.

## Biografia
Socio della Royal Society fu un ittiologo attivo dall'inizio del XX secolo. Realizzò molti lavori sulla classificazione dei pesci.
Nato nel Dorset, studiò alla Derby School e al Queens' College e nel 1901 entrò a far parte del Natural History Museum di Londra, dove divenne conservatore della sezione di zoologia e più tardi direttore del museo, ruolo che mantenne dal 1927 al 1938.
Venne eletto Fellow della Royal Society nel 1917.
Regan fu mentore di diversi scienziati, tra cui Ethelwynn Trewavas, che continuò il suo lavoro presso il Museo di storia naturale britannico.
Fra le specie da lui descritte vi è il pesce siamese combattente (Betta splendens). Diverse specie di pesci sono state denominate regani in suo onore:

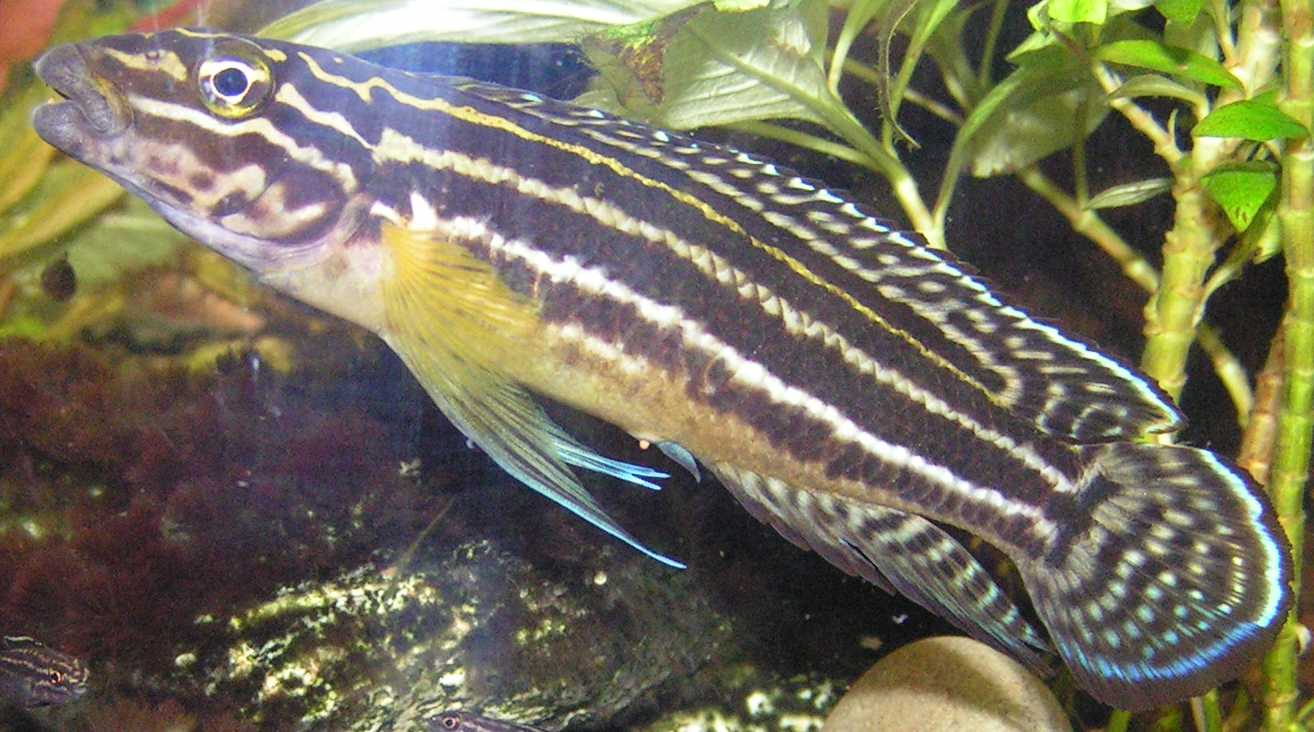
Convict julie - pesce il cui nome scientifico è Julidochromis regani (da Charles Regan)

- Anadoras regani
- Apistogramma regani
- Apogon regani
- Astroblepus regani
- Callionymus regani
- Cetostoma regani
- Crenicichla regani
- Diaphus regani
- Engyprosopon regani
- Gambusia regani

- Hemipsilichthys regani
- Holohalaelurus regani
- Hoplichthys regani
- Hypostomus regani
- Julidochromis regani
- Lycozoarces regani
- Neosalanx regani
- Symphurus regani
- Trichomycterus regani
- Tylochromis regani
- Vieja regani
- Zebrias regani

## Opere
- Regan, C. T. (1908) "A revision of the British and Irish fishes of the genus Coregonus " Annals and Magazine of Natural History 2, 482-490
- Regan, C. T. (1911) The Freshwater Fishes of the British Isles Methuen & Co. Ltd.: London

| Regan è l'abbreviazione standard utilizzata per le specie animali descritte da Charles Tate Regan. Categoria:Taxa classificati da Charles Tate Regan |